# Albatros Dr.II
Albatros Dr.II là một mẫu thử máy bay tiêm kích ba tầng cánh của Đức.

## Tính năng kỹ chiến thuật (Dr.II)
Dữ liệu lấy từ German Aircraft of the First World War 
Đặc điểm tổng quát
- Kíp lái: 1
- Chiều dài: 6,18 m (20 ft 3¼ in)
- Sải cánh: 10 m (32 ft 9¾ in)
- Chiều cao: 3,34 m (10 ft 11½ in)
- Diện tích cánh: 26,6 m² (287 ft²)
- Trọng lượng rỗng: 676 kg (1.487 lb)
- Trọng lượng có tải: 915 kg (2.013 lb)
- Động cơ: 1 × Benz IVb, 145 kW (195 hp)

 Hiệu suất bay 
- Tải trên cánh: 25,4 kg/m² (5,18 lb/ft²)
- Công suất/trọng lượng: 0,16 kW/kg (0,097 hp/lb)